# Comma Johanneum
Beim sogenannten Comma Johanneum (comma latinisiert von altgriechisch κόμμα kómma, deutsch ‚Einschnitt, Abschnitt, Glied eines Satzes‘; Johanneum lateinisch = johanneisch; wörtlich also johanneischer Satzabschnitt) handelt es sich um eine Interpolation im 5. Kapitel des 1. Johannesbriefs des Neuen Testaments (1 Joh 5,7–8 ) (zitiert nach der Einheitsübersetzung und ihren Fußnoten; hervorgehoben die Worte des Comma):
(7) „Drei sind es, die Zeugnis ablegen im Himmel: der Vater, das Wort und der Heilige Geist, und diese drei sind eins.
(8) Und drei sind es, die Zeugnis geben auf Erden: der Geist, das Wasser und das Blut, und diese drei sind eins.“
Die Bedeutung der Stelle und die theologische Diskussion über ihre Echtheit ergeben sich daraus, dass dieser Satzteil ein biblisches Zeugnis für die Trinitätslehre darstellen würde, falls er zum ursprünglichen Textbestand gehört. Es ist daher auch eine der am meisten umstrittenen Textstellen des Neuen Testaments.

## Textkritik und Geschichte

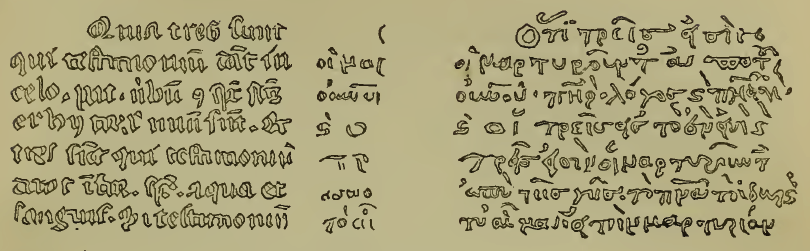
Undatierte Umzeichnung der Passage mit dem Comma in Minuskel 629 (14. Jhd.)

Aus textkritischer Sicht ist das Comma Johanneum nicht Teil des Textbestands des 1. Johannesbriefs. Die textuelle Bezeugung ist sehr dünn: Der Abschnitt fehlt in fast allen griechischen Handschriften mit Ausnahme weniger später Minuskeln. Zu den primären Zeugen gehören:
- Minuskel 629 (Codex Ottobonianus, ca. 1362–1363, griechisch-lateinisches Manuskript; übersetzt das Comma aus dem Lateinischen)[4][5]
- Minuskel 61 (Codex Montfortianus, ca. 1502–1521; übersetzt das Comma aus dem Lateinischen)[6][4][7]

Es existieren auch Manuskripte mit dem Comma Johanneum, welche früher als Textzeugen für das Comma gehalten wurden, sich später aber als Kopien gedruckter Ausgaben des griechischen Neuen Testaments erwiesen haben oder aber das CJ aus den gedruckten Ausgaben übernommen haben:
- Codex Ravianus (16. Jhd.); kopiert die Complutensische Polyglotte[8]
- Minuskel 918 (ca. 1573–1578); kopiert die 3. Ausgabe des Novum Testamentum Omne[4]
- Minuskel 2473 (1634); kopiert den Textus receptus[4]
- Minuskel 2318 (18. Jhd.); kopiert den Textus receptus[6][4]

Darüber hinaus existieren weitere Handschriften, in welchen das Comma erst später als Randglosse/Korrektur hinzugefügt wurde:
- Minuskel 221 (Manuskript aus dem 10. Jhd.; korrigiert nach 1854, Korrektur orientiert sich am Textus receptus)[4]
- Minuskel 177 (Manuskript aus dem 11. Jhd.; korrigiert im 18. Jhd., Korrektur orientiert sich an Minuskel 61 o. dem lateinischen Comma)[6][9][4]
- Minuskel 88 (Codex Regis aus dem 12. Jhd.; korrigiert im 16. Jhd., Korrektur orientiert sich am Textus receptus)[10]
- Minuskel 429 (Manuskript aus dem 14. Jhd.; korrigiert nach 1522, Korrektur kopiert die 3. Ausgabe des Novum Testamentum Omne)[6][4]
- Minuskel 636 (Manuskript aus dem 15. Jhd.; Alter der Korrektur unbekannt, Korrektur orientiert sich am lateinischen Comma)[6][11][4]

Es ist darüber hinaus zu erwähnen, dass in Minuskel 635 (10. Jhd.) eine spätere Randglosse zu finden ist, welche dem Comma Johanneum stark ähnelt, sich jedoch nicht sicher identifizieren lässt.
Die griechischen Kirchenväter zeigen keine Bekanntschaft mit dem Comma; denn hätten sie es gekannt, würden sie es sicher im Rahmen des Arianischen Streits erwähnt haben. Die älteste Zitation dieser Passage bildet der Kommentar von Clemens von Alexandria (ca. 150–215 n. Chr.) zum 1. Johannesbrief und diese zeigt keine Bekanntschaft mit dem Comma. Das Comma fehlt auch in allen Bibelübersetzungen der Antike und des frühen Mittelalters: Altsyrisch, Koptisch, Altarmenisch, Altäthiopisch, Arabisch, Altkirchenslawisch. Die meisten Handschriften der Vetus Latina enthalten das Comma jedoch: So z. B. der älteste Zeuge Codex Frisingensis (um 600 n. Chr.). Aber die lateinische Vulgata des Hieronymus enthielt das Comma Johanneum ursprünglich nicht und Hieronymus schien es nicht gekannt zu haben. Die ältesten Vulgata-Handschriften hierfür sind die Codices Fuldensis (6. Jhd. n. Chr.) und Amiatinus (um 700 n. Chr.); Fuldensis erwähnt hierbei zwar das CJ im Epistulae Canonice Prologus, einem pseudopigraphen Prolog, welcher Hieronymus zugeordnet wurde, bezeugt es jedoch nicht im Haupttext.
Die frühste Erwähnung des Comma Johanneum findet sich erst im lateinischen Werk Liber apologeticus (Kap. 4), verfasst von Priscillian (ca. 340–385 n. Chr.) oder von seinem Nachfolger Instantius im späten 4. Jahrhundert. Im 5. Jahrhundert treten dann die ersten Bezeugungen für das Comma im Neuen Testament in Form von Zitaten lateinischer Kirchenväter aus Italien und Nordafrika auf. So z. B. Victor von Vita in seinem Bericht über das Synode von Karthago (484 n. Chr.), wo er das Comma, wie es gegen den Arianismus benutzt wurde, zitiert. Von dort und seit dem 6. Jahrhundert wurde das Comma Johanneum nach und nach in die lateinische Texttradition ergänzt und wurde so Teil der späteren Textformen der Vetus Latina und Vulgata.
Die frühste griechische Bezeugung des Comma Johanneum findet sich erst in den auf Griechisch übersetzten Protokollen des lateinischen Vierten Laterankonzils von 1215.
Die Complutensische Polyglotte (1514) übersetzte das CJ aus dem Lateinischen, da die Herausgeber (sogar bis 1527) keine griechische Handschrift mit dem Comma finden konnten.

### Versionen des Comma

#### Lateinische Bezeugung
Priscillian (4. Jhd.): Tria sunt quae testimonium dicunt in terra: aqua caro et sanguis et haec tria in unum sunt. Et tria sunt quae testimonium dicent in caelo: Pater Verbum et Spiritus et haec tria unum sunt in Christo Iesu.
Übersetzung: Drei sind, welche Zeugnis ablegen auf der Erde: Wasser, Fleisch und Blut, und diese drei sind in Einem. Und drei sind, welche Zeugnis ablegen im Himmel: Vater, Wort und Geist, und diese drei sind eins in Christus Jesus.
Victor von Vita (5. Jhd.): Tres sunt qui testimonium perhibent in coelo: Pater, Verbum et Spiritus Sanctus et hi tres unum sunt.
Übersetzung: Drei sind, welche Zeugnis erweisen im Himmel: Vater, Wort und Heiliger Geist, und diese drei sind eins.
Cassiodor (6. Jhd.): [...] Cui rei testificantur in terra tria mysteria: aqua sanguis et spiritus, quae in passione Domini leguntur impleta: in coelo autem Pater, et Filius, et Spiritus sanctus, et hi tres unus est Deus.
Übersetzung: [...] welche Tatsache bezeugen auf Erden drei Mysterien: Wasser, Blut und Geist, welche erfüllt vom Leiden des Herrn gelesen werden: Im Himmel aber Vater, und Sohn, und Heiliger Geist, und diese drei sind ein Gott.

#### Griechische Bezeugung
Verschiedene griechische Zeugen bezeugen verschiedene Versionen des Comma Johanneum:
Akten des Vierten Laterankonzils (1215) Ὁτι τρεις εισιν οἱ μαρτυρουντες εν ουρανω, ὁ παττηρ, λογος, και πνευμα ἁγιον, και τουτοι οἱ τρεις ἑν εισιν. (Übersetzung aus dem lateinischen Text der Konzilprotokolle)
Minuskel 629 (14. Jhd.) Ὃτι τρεῖς εἰσιν οἱ μαρτυροῦντες ἀπὸ τοῦ οὐρανοῦ, Πατὴρ, Λόγος καὶ Πνεῦμα ἅγιον καὶ οἱ τρεῖς εἰς τὸ ἕν εἰσι καὶ τρεῖς εἰσὶν οἱ μαρτυροῦντες ἀπὸ τῆς γῆς τὸ Πνεῦμα τὸ ὕδωρ καὶ τὸ αἷμα, εἰ τὴν μαρτυρίαν.
Minuskel 61 (16. Jhd.) ὁτϊ τρεῖς εἰσιν οἱ μαρτϋροῦντ·¨ ἐν τῶ ουνω, πηρ, λογος, καί πνα αγῖον, καί οὗτοι οἱ τρεῖς εν εισϊ. καί τρεῖς εἰσιν οἱ μαρτϋροῦντ·¨ ἐν τῃ γῃ, πνα, ὑδωρ, καί αιμα.
Minuskel 88c (16. Jhd.) ἐν τῷ ὀρανῷ, ὁ πατήρ, καὶ ὁ λόγος καὶ τὸ ἅγιον πνεῦμα. καί οὗτοι οἱ τρεῖς ἕν εἰσι [Absatz] Κ` τρεῖς εἰσιν οἱ μαρτυροῦντες ἐν τῇ γῇ· τὸ πνεῦμα, καί τὸ ὑδωρ
Minuskel 2473 (17. Jhd.) ο πατηρ, ο λογος, και το αγιον πνευμα. και ουτοι οι τρεις εν εισι
Minuskel 177c (18. Jhd.) οτι τρεις εισιν οι μαρτυρουντες εν ουρανω: πατηρ, λογος, και πνευμα αγιον, και οι τρεις εις το εν εισιν
Minuskel 635c (>10. Jhd.) πν(ευμ)α το αγιο(ν) και ο π(ατ)ηρ (και) [...] (Zuordnung zum CJ unsicher; Korrektur undatiert)

## Bibelausgaben

### 16.–20. Jahrhundert
Vom 16. bis zum späten 19. Jahrhundert fand sich das Comma Johanneum in den meisten wichtigsten Bibelausgaben; im Laufe des 20. Jahrhunderts verschwand es zunehmend.
Erasmus von Rotterdam hatte das Comma 1516 zunächst nicht in seine Ausgabe des griechischen Neuen Testaments (das Novum Instrumentum omne) aufgenommen. Erst 1522 fügte er es in die dritte Auflage ein, auch gestützt auf die Minuskel 61 aus dem frühen 16. Jahrhundert. Tischendorfs Novum Testamentum enthält das Comma nicht mehr.
Das bei Christoph Froschauer gedruckte Zürcher Neue Testament von 1525 in Oktav war die erste deutschsprachige Übersetzung der Reformationszeit, in der das Comma Johanneum enthalten war. Die Zürcher übersetzten in dieser Ausgabe, der aktuellsten Version des Novum Testamentum des Erasmus von 1522 folgend: „Den(n) dry sind die zügnus gebend im him(m)el: Der vatter/ das wort/ vnd der heilig geist/ vnd die dry dienend in eins. Vnd dry sind die da zügend vff erden […]“. In allen nachfolgenden Zürcher Bibeleditionen, so z. B. in der Zürcher Bibel von 1531, war das Comma Johanneum enthalten und wurde hierdurch für Jahrzehnte zu einem Unterscheidungskriterium zwischen der Zürcher Übersetzung und der Lutherübersetzung.
Die Übersetzer der englischen Mathew-Bibel von 1537 setzten das Comma in Klammern, um Uneindeutigkeit anzuzeigen.
In der Lutherbibel war das Comma zunächst nicht enthalten, Luther fügte später davon lediglich die Worte „auf Erden“ (in 1 Joh 5,8) hinzu. Es fehlte also immer noch die trinitarische Formulierung in 1 Joh 5,7. In der Lutherbibel von 1545 lautete die Stelle: „Denn drey sind die da zeugen auff Erden / Der Geist / vnd das Wasser / vnd das Blut / vnd die drey sind beysamen“. Erstmals 1581 wurde das Comma Johanneum dann durch einen Frankfurter Drucker in eine Lutherbibel eingefügt. Wenige Jahrzehnte später wurden nur noch Lutherbibeln mit dem Comma Johanneum gedruckt. Bei der Revision von 1892 wurde das Comma eingeklammert und mit einer Fußnote versehen; bei der Revision 1912 wurde es aus dem Text genommen und in eine Anmerkung verwiesen.
Die Vulgata-Ausgaben, die in der römisch-katholischen Kirche verwendet wurden, enthielten das Comma. Insbesondere die 1590 bzw. 1592 erschienenen päpstlich approbierten Ausgaben der Vulgata (die Vulgata Sixtina und Vulgata Clementina) enthielten es. Die 1979 promulgierte Nova Vulgata bietet den Satzteil hingegen nicht mehr.
Die 1904 vom Patriarchat von Konstantinopel herausgegebene Ausgabe des griechischen Neuen Testamentes, die in den orthodoxen Kirchen weit verbreitet ist, enthält das Comma.

### Heutige Bibelübersetzungen
In den meisten heute im Handel befindlichen Bibelübersetzungen, einschließlich der römisch-katholischen, wird das Comma Johanneum entweder überhaupt nicht erwähnt oder, deutlich als spätere Zufügung gekennzeichnet, in die Fußnoten verwiesen.
Ausnahmen sind vor allem die im englischen Sprachraum immer noch verbreitete King-James-Bibel von 1769, die deutsche Schlachter 2000 und die La Buona Novella Bibel - Luther. Hintergrund für deutsche Ausgaben ist die in bestimmten evangelikalen Kreisen herrschende Überzeugung, dass der Textus Receptus und der Mehrheitstext dem ursprünglichen Bibeltext entspreche, für dessen Erhalt Gott gesorgt habe. Außerdem gab es eine Ausgabe einer alten Lutherversion, die als „Original-Lutherbibel 1545“ vermarktet wurde, aber insbesondere durch das darin enthaltene Comma Johanneum als nicht original erkannt werden kann.

## Forschungsgeschichte
Im späten 18. und im 19. Jahrhundert wurden die bis heute maßgeblichen Argumente gegen die Annahme, dass das Comma Johanneum Teil des ursprünglichen griechischen Textes des 1. Johannesbriefes sei, entwickelt. Mit besserer Kenntnis der Überlieferung wurde das Fehlen früher griechischer Textzeugen immer deutlicher. Eine andere zentrale Erkenntnis war, dass die Minuskel 61 eigens gefälscht worden sein könnte, um Erasmus zu täuschen. Das war für Forscher wie Eberhard Nestle und Adolf von Harnack ein wichtiger Grund, sich gegen die Echtheit des Comma auszusprechen. Bis etwa 1900 verfestigte sich in der Bibelwissenschaft der Konsens, das Comma als späte Ergänzung anzusehen und daher nicht mehr in textkritisch fundierte Ausgaben des Neuen Testamentes aufzunehmen.
In den Jahrzehnten um 1900 wurde die Debatte stark von protestantischen Theologen geprägt. Katholischen Theologen war es mit dem entsprechenden Beschluss der Indexkongregation vom 13. Januar 1897, den auch Leo XIII. bestätigte, verboten, die Echtheit des Comma zu bezweifeln. Das Verbot wurde am 2. Juni 1927 vom Sacrum Officium weitgehend aufgehoben.
Heute sind sich protestantische wie römisch-katholische Theologen mit wenigen Ausnahmen einig, dass das Comma Johanneum nicht zum ursprünglichen Textbestand des 1. Johannesbriefs gehört und allenfalls eine etwa seit dem 4. Jahrhundert bezeugte Deutung der zweifellos zum Text gehörenden Passage über die „drei irdischen Zeugen“ darstellt.